# Take My Love
Take My Love — третий студийный альбом  российской англоязычной группы Plazma, которая на момент выхода своих предыдущих альбомов — Falling in Love (1991) и Prologue (1998) — носила название Slow Motion.
Большинство композиций было записано в 2000 году на студии Дмитрия Маликова, три («Fading Like a Rose», «Storm» и «Home») записаны ещё в волгоградский период творчества группы в студии «Магнат» в 1997—1998 годах. Продажи начались 14 декабря 2000 года.
Альбом принёс группе популярность в России, странах СНГ и за их пределами. Take My Love был продан тиражом более 1 миллиона экземпляров.
Был переиздан в 2004 году с изменёнными аранжировками всех песен. В переиздание были также включены две песни из раннего творчества группы: «There’s Never A Forever Thing» и «Climb Any Hill».

## Список композиций
1. Take My Love
2. The Sweetest Surrender
3. Memories
4. Jump in My Car
5. Fading Like a Rose
6. Big City Lights
7. Storm
8. Lady Linda
9. Black Bird Fly
10. Home
11. Angie (Gimme Fire)

### Переиздание
Переиздание 2004 года включает в себя изменённые аранжировки всех песен, а также два бонус-трека, датированные 1994 годом: «There’s Never a Forever Thing» и «Climb Any Hill».